# Федотов-Уайт, Дмитрий Николаевич
Дмитрий Николаевич Федотов-Уайт (14 октября 1889, Кронштадт — 21 ноября 1950, Филадельфия) — русский морской офицер, историк.

## Биография
В 1910 году окончил Морской кадетский корпус. Лейтенант Гвардейского Экипажа, помощник морского агента в Вашингтоне (1915-1916) и в Лондоне (июль 1917 - март 1918).
В июне 1918 поступил на службу в британский флот (RNVR).
С 1919 года — в белых войсках Восточного фронта; начальник Походного штаба командующего Камской речной боевой флотилии, начальник оперативного отдела Морского министерства, с осени 1919 г. — флаг-капитан командующего Обь-Иртышской флотилией и командир парохода «Катунь», зимой — командир батальона Морского учебного полка. В сентябре 1919 произведен в старшие лейтенанты (со старшинством с 20 апреля 1919). Взят красными в плен под Иркутском.
В 1920-1921 гг. жил в Советской России под вымышленным именем Даниила Николаевича Уайта, служил по морскому транспорту в Москве. Осенью 1921 года нелегально бежал из РСФСР через границу с Финляндией, к 1930 г. — член объединения Гвардейского Экипажа, служащий судоходной компании Cunard Line в Филадельфии, доцент Пенсильванского университета.
Автор книг и статей в американских исторических журналах. Коллекция бумаг Федотова-Уайта хранится в библиотеке Колумбийского университета.

### Семья
Жена — Екатерина Михайловна де Кампо-Сципион.

## Сочинения

### Книги
- Русские флотские офицеры начала XIX века.
- Survival Through War And Revolution In Russia. — Philadelphia: University of Pennsylvania press, 1939.
- Пережитое. Война и революция в России. / пер. с англ. А.С. Дементьева под ред. Н.А. Кузнецова. — М.: Издательство книжного магазина "Циолковский", 2018. — 496 с. — ISBN 978-5-9500361-6-3.
- The Growth of the Red Army. — Princeton University Press, 1944. || O exército vermelho (порт.). — Rio de Janeiro, 1945.

### Статьи
- Soviet Philosophy of War // Political Science Quarterly. — 1936. — Vol. 51, № 3. — P. 321—353.
- Советская философия войны. Пер. с англ. А. Дементьева // Посев : журнал. — 2018. — № 2, 3. — ISSN 0234-8284.
- Революция. Пер. с англ. А. Дементьева // Посев : журнал. — 2020. — № 3, 4. — ISSN 0234-8284.
- Приветствие от лица пролетариата РСФСР. Пер. с англ. А. Дементьева // Посев : журнал. — 2022. — № 2. — С. 34-37. — ISSN 0234-8284.
- The Russian Navy in Trieste : During the Wars of the Revolution and the Empire // American Slavic and East European Review. — 1947. — Vol. 6, № 3/4. — P. 25-41.
- An Aristocrat at Stalin’s Court // American Slavic and East European Review. — 1950. — Vol. 9, № 3. — P. 207—217.
- A Russian Sketches Philadelphia, 1811—1813 // The Pennsylvania Magazine of History and Biography. — 1951. — Vol. 75, № 1. — P. 3-24.